# Hetaerina flavipennis
Hetaerina flavipennis – gatunek ważki z rodziny świteziankowatych (Calopterygidae).